# Pokrzywna (Łódź)
Pour les articles homonymes, voir Pokrzywna.
Pokrzywna est une localité polonaise de la gmina et du powiat de Rawa Mazowiecka en voïvodie de Łódź.